# Росоша (Гайсинський район)
Ро́соша — село в Україні, у Теплицькій селищній громаді Гайсинського району Вінницької області. Населення становить 762 особи.

## Історія
12 червня 2020 року, відповідно розпорядження Кабінету Міністрів України № 707-р «Про визначення адміністративних центрів та затвердження територій територіальних громад Вінницької області», село увійшло до складу Теплицької селищної громади.
19 липня 2020 року, в результаті адміністративно-територіальної реформи і ліквідації Теплицького району, село увійшло до складу Гайсинського району.

## Пам'ятки
- Бутова — ландшафтний заказник місцевого значення.

## Постаті
- Лоюк Анатолій Миколайович (1997—2023) — майор Збройних сил України, учасник російсько-української війни, Герой України (посмертно).